# Alte Eiche (Dausenau)

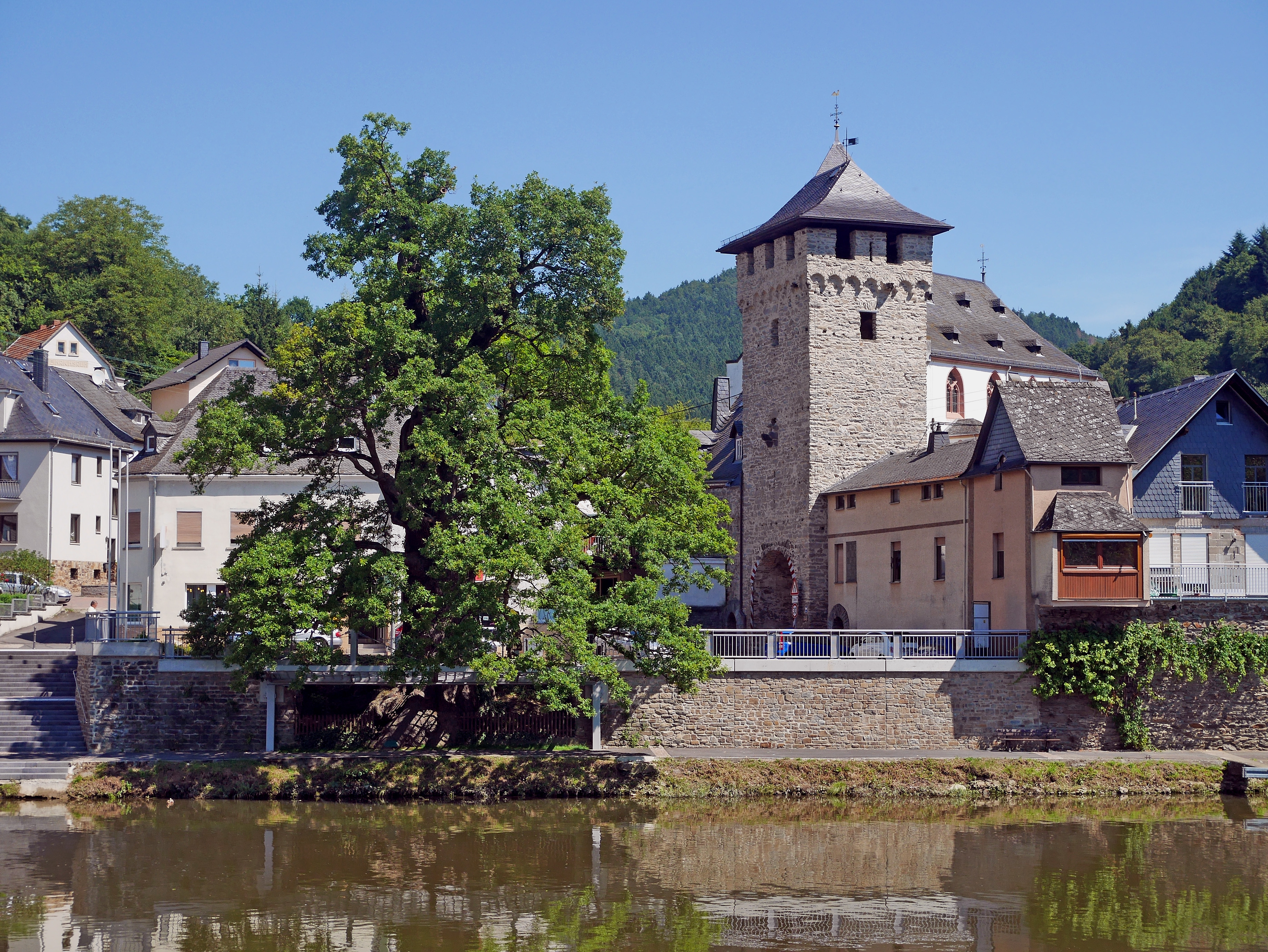
Toreiche

Die Alte Eiche (auch Tausendjährige Eiche, Toreiche, Gerichtseiche) ist eine der ältesten Eichen Deutschlands. Die Stieleiche steht am Ortseingang von Dausenau in Rheinland-Pfalz am Ufer der Lahn und ist als Naturdenkmal unter dem Kennzeichen ND-7141-388 registriert.
Das Alter der Eiche kann nicht genau bestimmt werden. Im Volksglauben ist sie bereits über 1.100 Jahre alt, was wohl damit zusammenhängt, dass sie vor ca. 100 Jahren als „Tausendjährige Eiche“ bezeichnet wurde. Der ehemalige Forstdirektor Volkening setzte das Alter des Baumes auf ca. 700 bis 800 Jahre. Der Baum hat einen Stammumfang von über elf Metern. Es wird angenommen, dass die Eiche im Mittelalter als Gerichtseiche genutzt wurde. Nachweise hierfür gibt es jedoch nicht.
Der Baum wurde zuletzt Ende der 1990er-Jahre saniert, es gab jedoch auch schon frühere Sanierungen. Um den Baum zu stabilisieren, werden einige ausladende Äste mit Gurten gehalten. Wie die meisten alten Baumexemplare ist auch die „Alte Eiche“ hohl, die größeren Öffnungen sind durch Metallgitter geschützt.

## Literatur

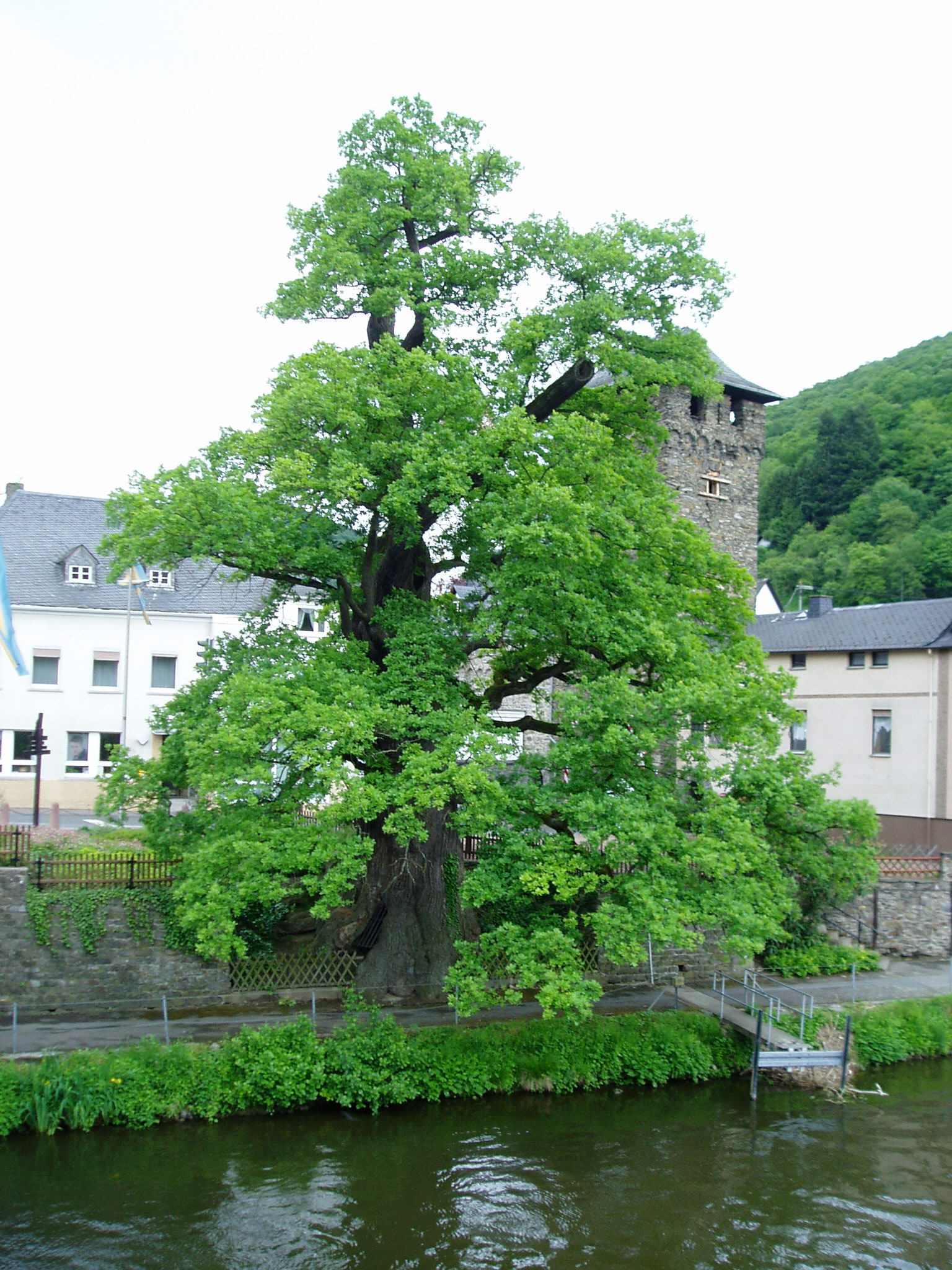
Die „Alte Eiche“ von Dausenau
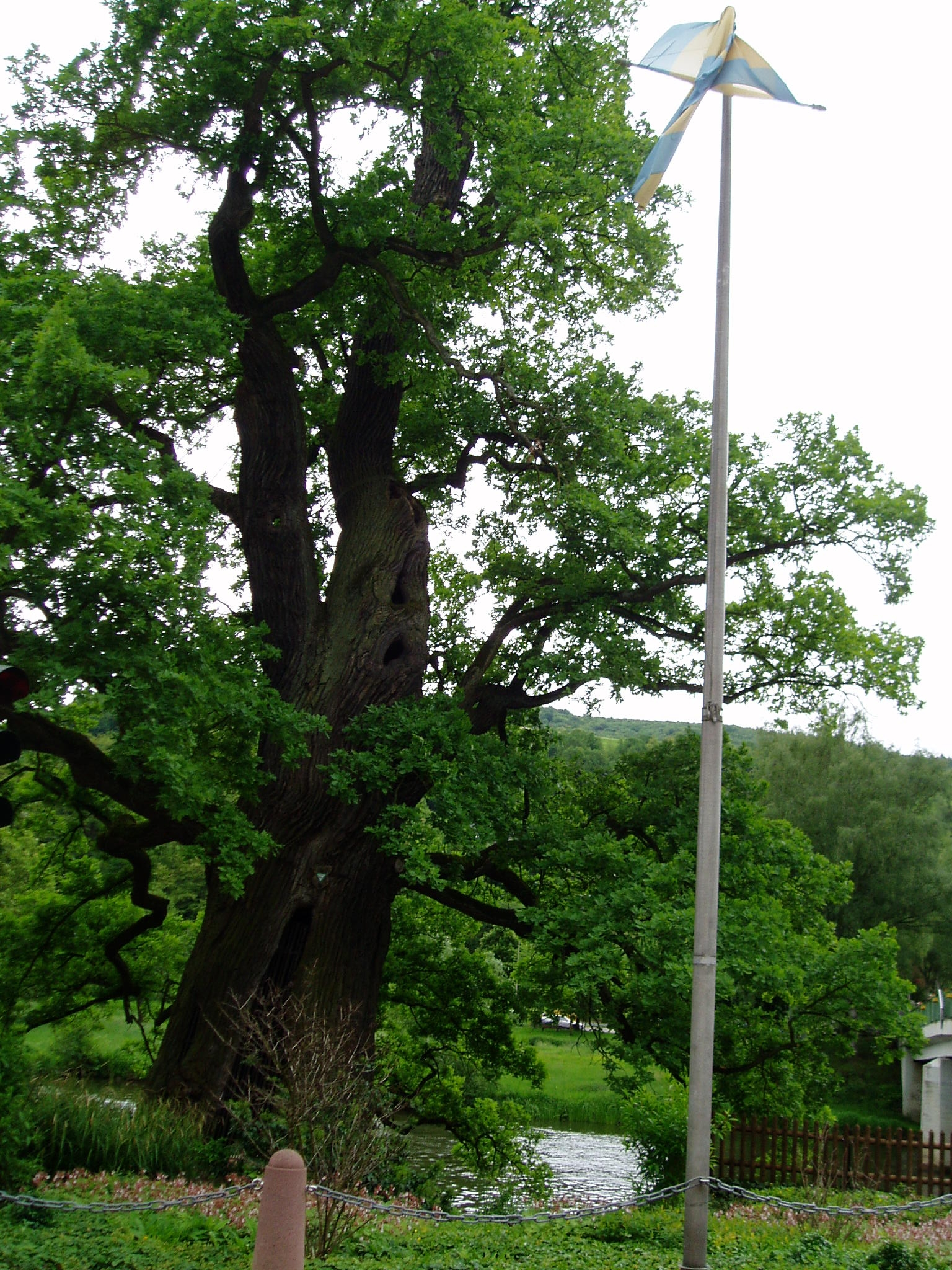
Alte Eiche Dausenau
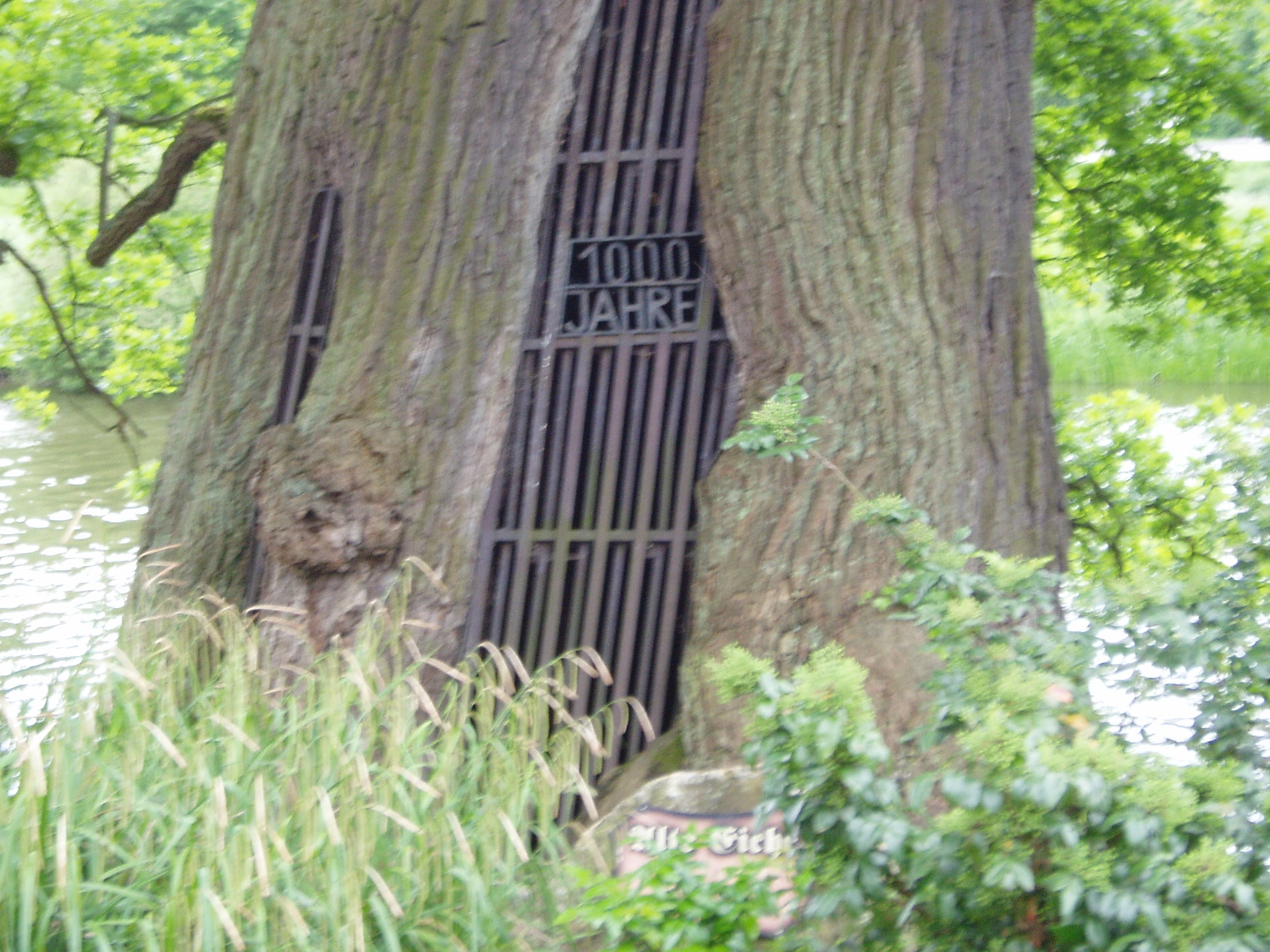
Metallgitter mit der Inschrift 1.000 Jahre
Unterer Stamm